# میرگیم نزری
میرگیم نزری (انگلیسی: Mërgim Neziri؛ زادهٔ ۳۰ آوریل ۱۹۹۳) بازیکن فوتبال اهل آلمان است.
از باشگاه‌هایی که در آن بازی کرده‌است می‌توان به باشگاه فوتبال نورنبرگ و باشگاه فوتبال وی‌اف‌آر آلن اشاره کرد.
وی همچنین در تیم ملی فوتبال زیر ۲۱ سال آلبانی بازی کرده‌است.